# Rogna (piève)
Rogna est une ancienne piève de Corse. Elle relevait de la province de Corte sur le plan civil et du diocèse d'Aléria sur le plan religieux.
Occupant une part notable de la moyenne vallée du Tavignano dans le centre-est de l'île, elle est située à l'extrémité orientale du Cortenais, dont elle constitue la principale porte d'entrée depuis Aléria.
Jouissant d'une position centrale, Piedicorte-di-Gaggio était le village le plus peuplé de la piève de Rogna. Altiani en était le chef-lieu ecclésiastique.

## Géographie

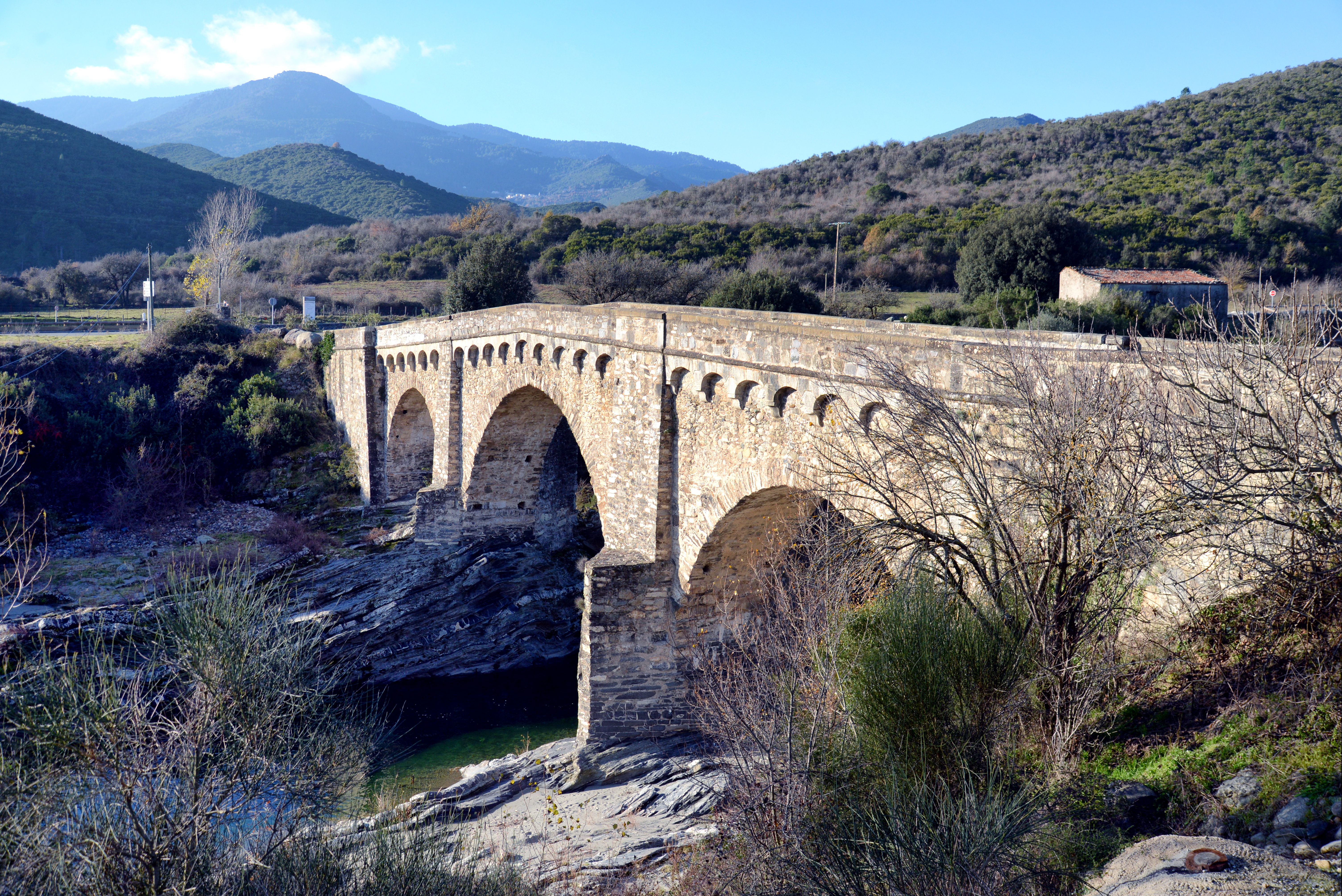
Vue du pont d'Altiani. Au fond, les montagnes de Rospigliani.

### Situation et relief
La piève de Rogna était l'une des plus étendues de la Corse, allant du Monte d'Oro jusqu'à la plaine d'Aléria. Ses villages occupent les deux rives de la moyenne vallée du Tavignano et la rive droite de la vallée du Vecchio.
Le Tavignano partage la piève en deux parties :
- Rogna di quà : les villages en rive gauche, d'Erbajolo à Pancheraccia, étagés à mi-pente sur des reliefs schisteux qui surplombent la moyenne vallée du Tavignano. Piedicorte-di-Gaggio occupe une position centrale dans cet ensemble et est le chef-lieu historique de la piève.
- Rogna di là : les villages établis sur les flancs en rive droite de cette même vallée (Noceta, Rospigliani et Antisanti) ainsi que la profonde vallée du Vecchio (pays de Vivario) qui remonte jusqu'au col de Vizzavona et au Monte d'Oro (2 389 m), point culminant de la piève.

Au cours des XVIIe siècle et XVIIIe siècle, la division progressive de la piève de Rogna est de plus en plus apparente entre deux sous-ensembles de part et d'autre du Tavignano, centrés sur Piedicorte-di-Gaggio et Vivario. Cette division sera confirmée par les découpages cantonal et ecclésiastique de 1793, recentrant le toponyme de Rogna sur les villages de la rive gauche du Tavignano.

### Composition
La piève de Rogna comprenait les huit communautés suivantes :
- Erbajolo ;
- Focicchia ;
- Altiani ;
- Piedicorte ;
- Pietraserena ;
- Pancheraccia ;
- Giuncaggio ;
- Antisanti.

La communauté de Piedicorte vit son nom modifié en 1828 pour devenir Piedicorte-di-Gaggio.

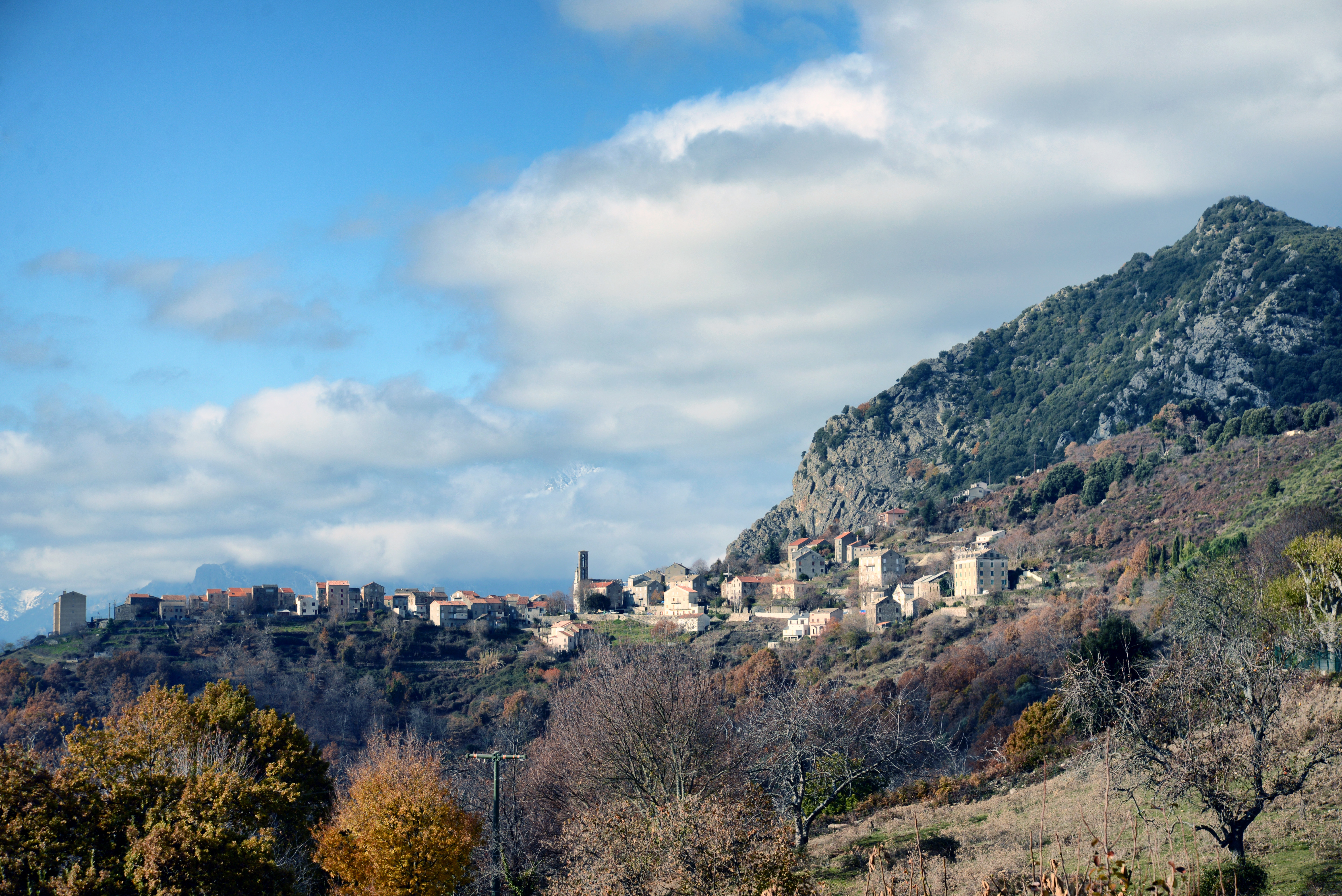
Piedicorte-di-Gaggio.
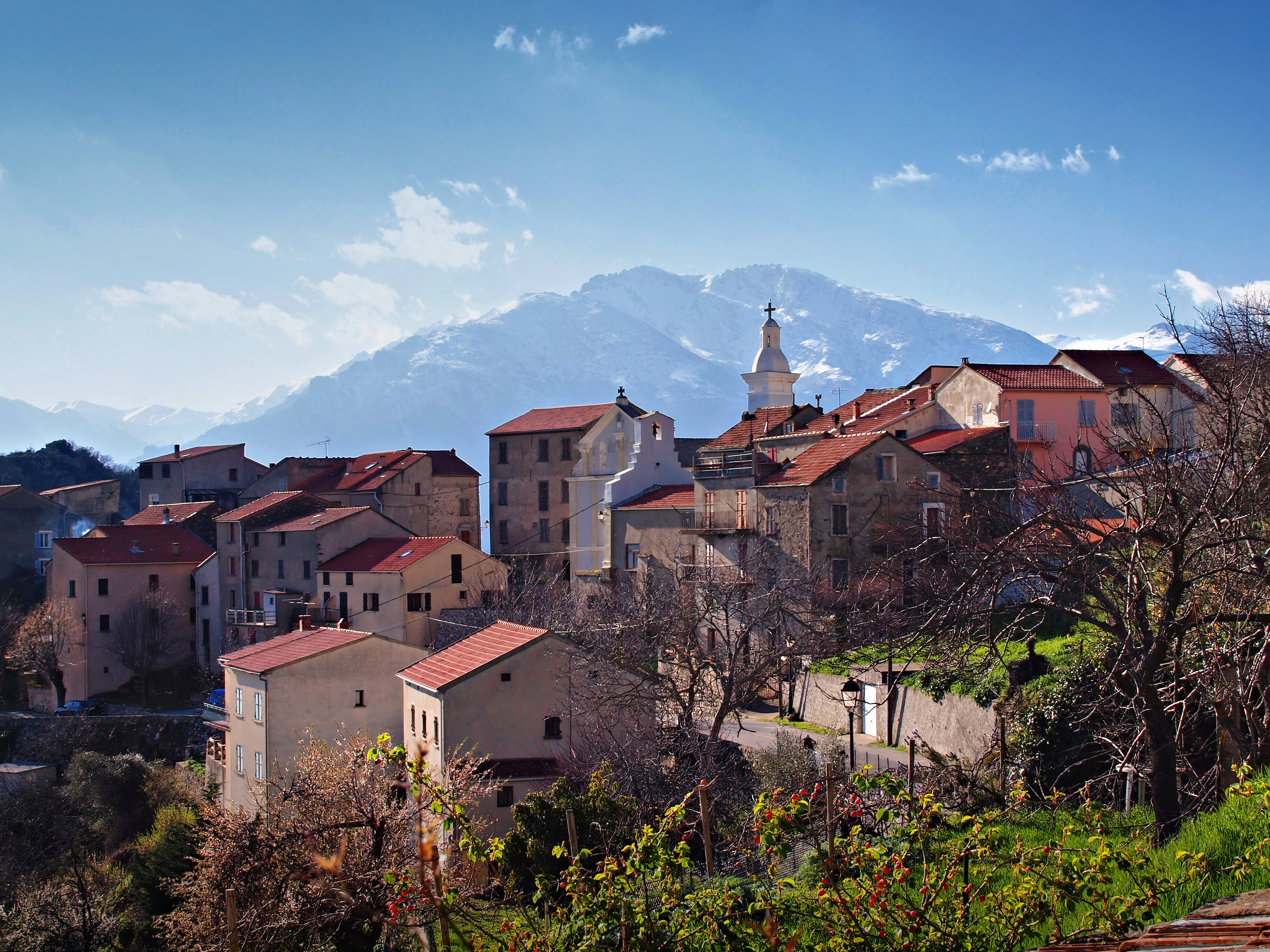
Altiani.
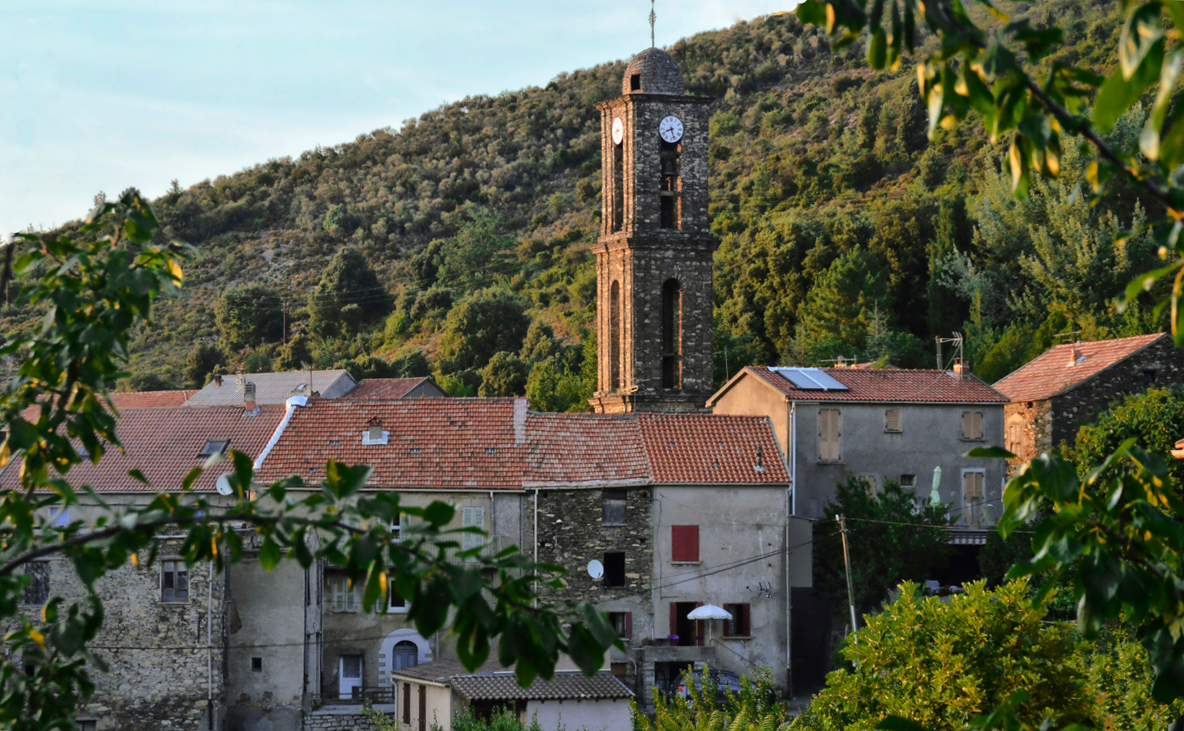
Erbajolo.
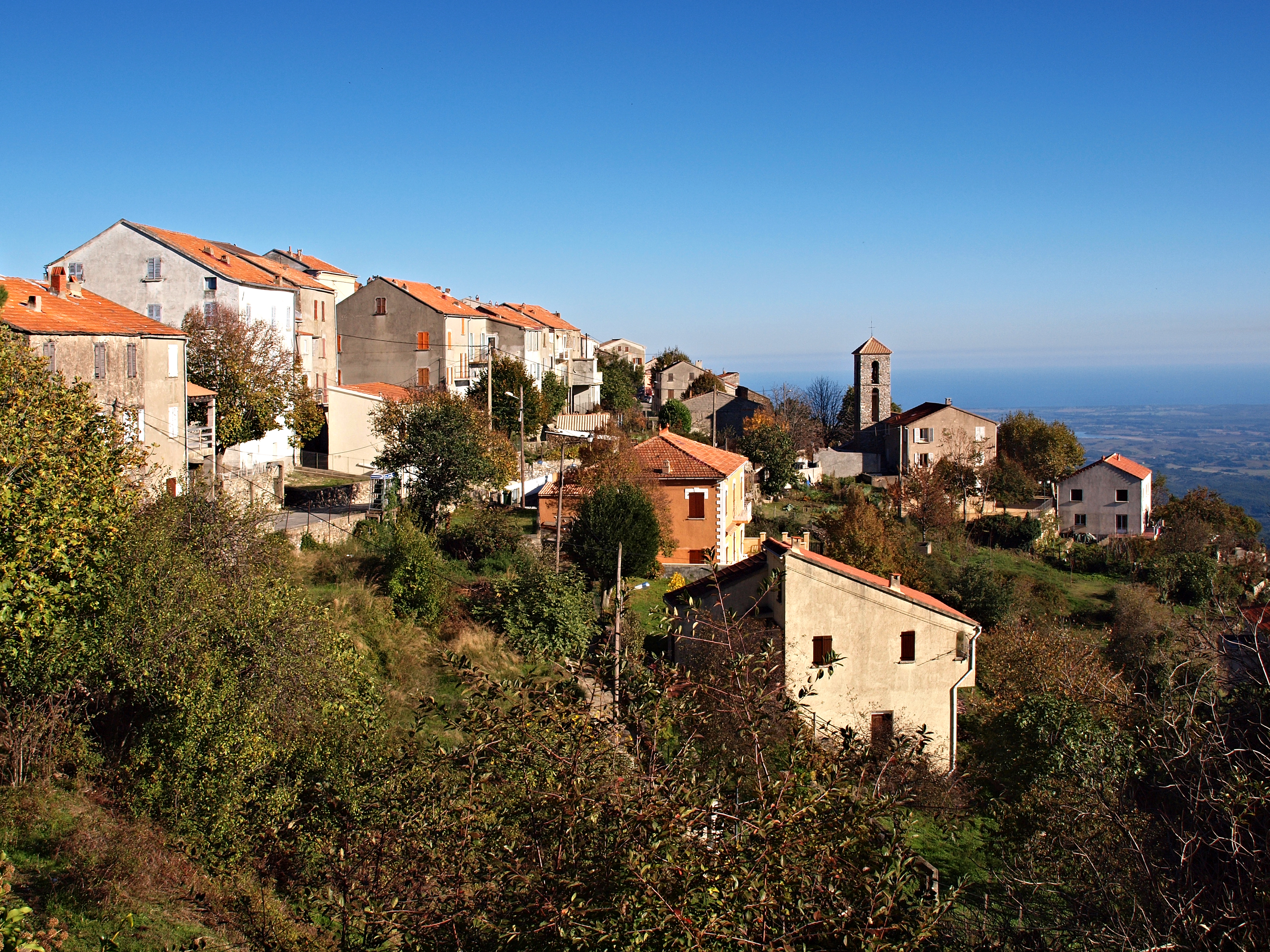
Antisanti.

### Pièves limitrophes
La piève de Rogna a pour pièves voisines :

### Description

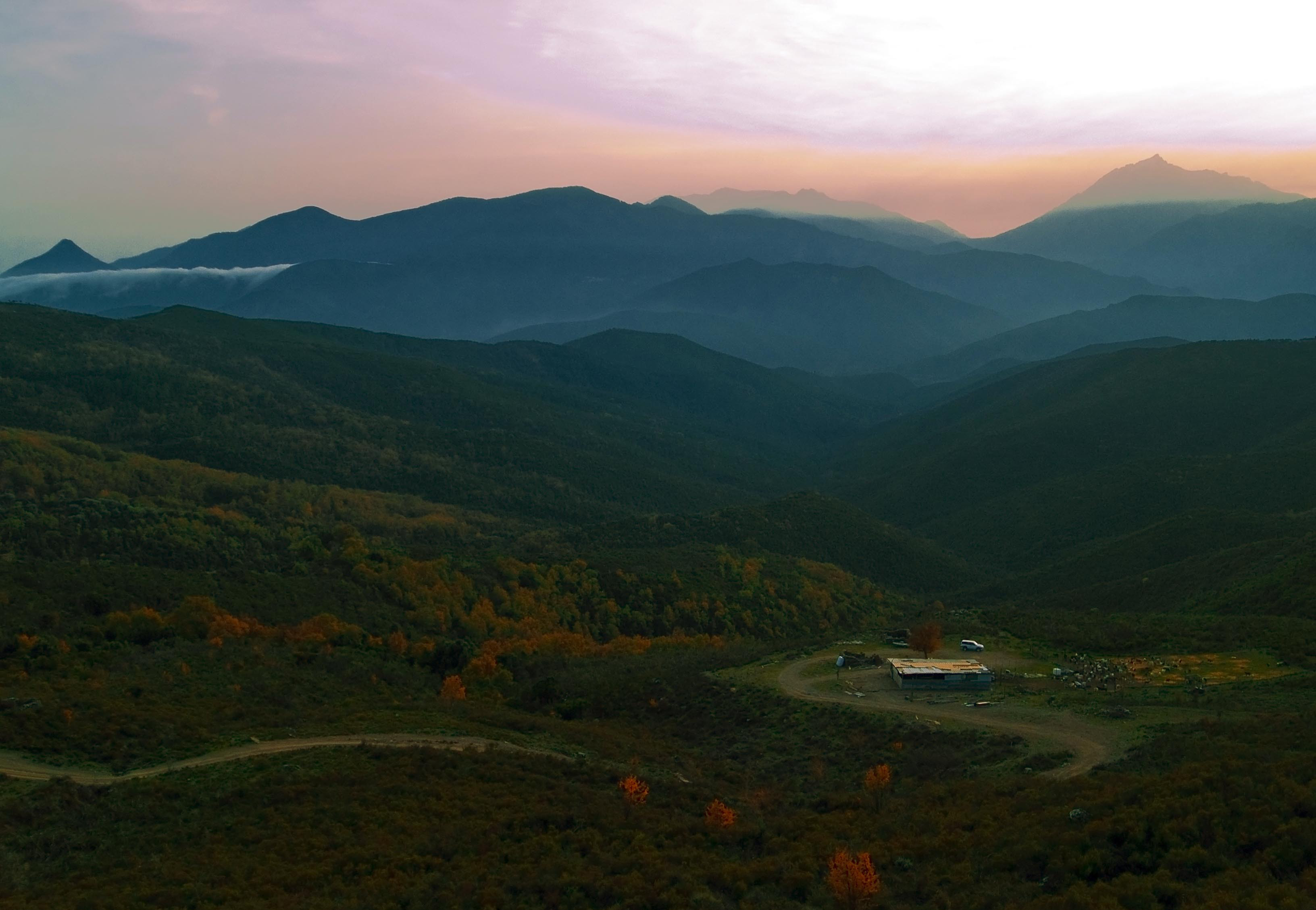
Vue sur la vallée du Tavignano et le Monte d'Oro depuis Erbajolo.

Les villages de la piève de Rogna sont pour la plupart bâtis entre 600 et 800 mètres d'altitude en corniche sur les flancs de la vallée du Tavignano, occupant des reliefs schisteux ravinés et couverts d'une épaisse végétation.
Agostino Giustiniani, évêque de Nebbio de retour dans son diocèse (1521-1530), l'a décrite ainsi :

« Rogna, qui contient environ huit cent cinquante feux. Le Tavignano la partage en deux parties inégales. Cette piève est très populeuse et produit en abondance des céréales, du bétail, des pommes et autres fruits, un peu de vin et d'huile. »

— Agostino Giustiniani in Description de la Corse - Histoire de la Corse, traduction de l'Abbé Letteron - Tome I, p. 34.
Les habitants de la piève de Rogna sont les Rugnacci.

### Accès

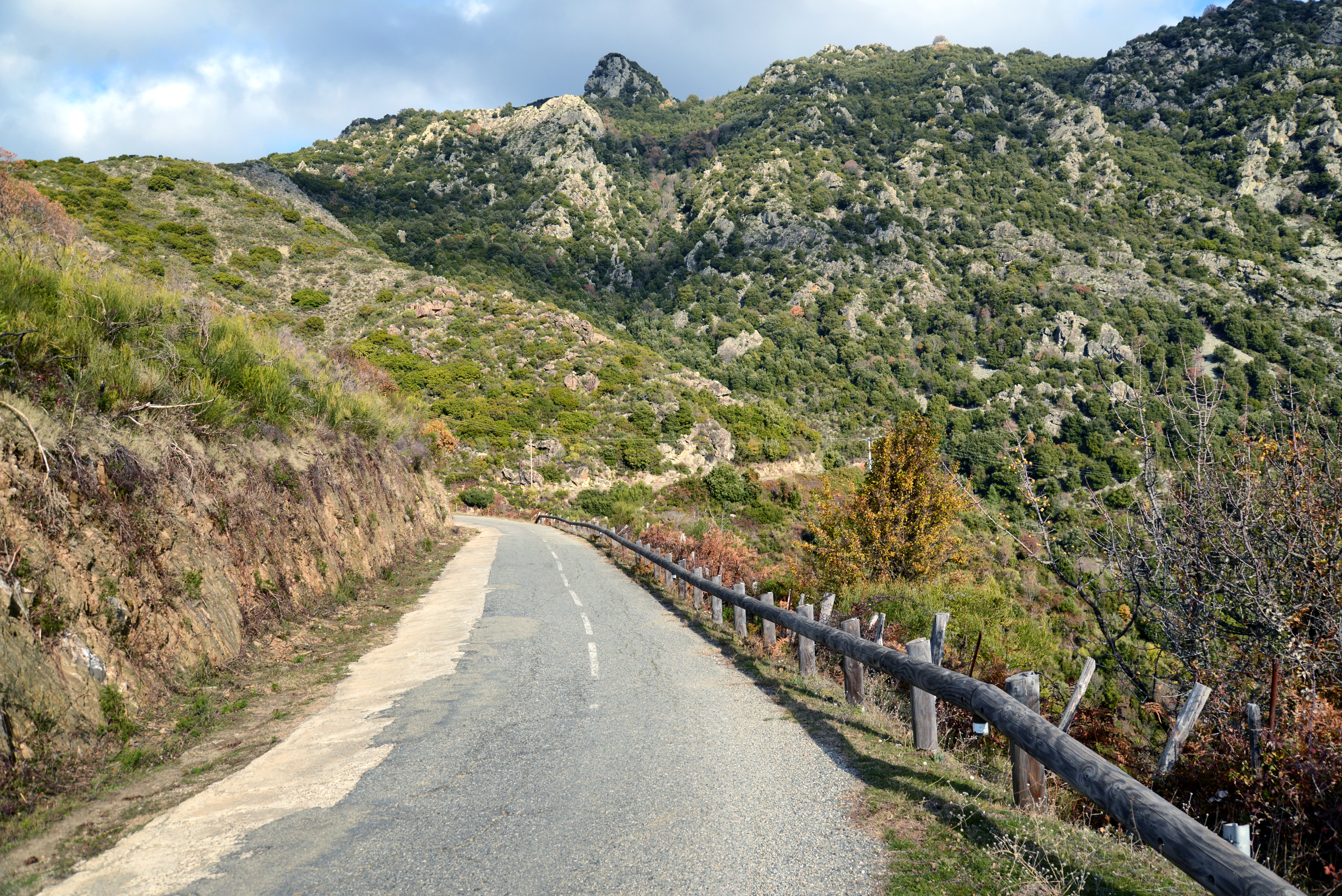
Sur la RD 14, près de Piedicorte-di-Gaggio.

La piève de Rogna est traversée par la RT 50 (ex-RN 200) qui relie Aléria à Corte en suivant le Tavignano. L'essentiel des accès routiers démarrent depuis celle-ci et escaladent les reliefs pour rallier les villages de la piève :
- La RD 14 dessert la partie de la piève située en rive gauche du Tavignano, notamment Piedicorte-di-Gaggio, via Pancheraccia ou Altiani.
- La RD 43 dessert Antisanti sur la rive droite du Tavignano et redescend jusqu'à Aléria.

Du fait de la configuration topographique des lieux et de l'histoire administrative qui a intégré Antisanti dans le canton de Vezzani, les communications routières entre Antisanti et les villages de la rive gauche du Tavignano sont difficiles, empruntant le pont de Noceta (34 km jusqu'à Altiani) ou passant par la plaine d'Aléria (39 km jusqu'à Pancheraccia).

## Histoire
En 1461 le relevé de la taille perçue dans le Deçà des Monts (talia insule Corsice citra montes) fait apparaître les informations ci-après :
- in plebe Bozii : Libr. 397, sold. 6
- in plebe Rogni : Libr. 875, sold. 13

Le 15 mai 1768, par le traité de Versailles, Gênes charge la France d’administrer et de pacifier la Corse. Passant sous administration militaire française, la piève de Rogna devient en 1790 le canton de Rogna, lui-même démembré en 1793 et réparti entre trois nouveaux cantons :
- canton de Sorba formé avec Antisanti, Noceta, Rospigliani et les communes du canton de Castello ;
- canton de Tavignano formé avec Altiani, Erbajolo, Focicchia, Giuncaggio, Pancheraccia, Piedicorte et Pietraserena ;
- canton de Vecchio formé avec Gatti-di-Vivario, Muracciole et les communes du canton de Venaco.

### La piève civile
Au début du XVIIIe siècle, l'abbé Francesco Maria Accinelli à qui Gênes avait demandé une estimation des populations de Corse, avait rédigé un texte manuscrit en langue italienne à partir des registres des paroisses. Il avait écrit : « Pieve di Rogna : Vivario, Moraciola, Peri, e Gatti 553. Noceta 242. Rospiliani 72. Antisanti 109. Giuncaggio 99. Pancaraccia 121. Pietra Serena 141. Piedi Corte di Grigio 380. Altiani 295. Fogiccia 104. Erbagiolo, e Casanova 264. ».
La piève de Rogna faisait partie de la province de Corte et se trouvait dans le ressort de sa juridiction.
Accinelli faisait le commentaire suivant : « L’ultima di questa Giurisditione è la pieve di Rogna con 2 380 abitanti compartiti in 850 fuoghi, passa in mezzo di questa il fiume Tavignani, che avendo la sua sorgente dal monte Gualango in vicinanza del lago Creno, scende al luogo di Corte, et in vista di un ponte e del convento de Frati minori di S.Francesco, riceve nelle sue acque il fiume Restonica, e vicino al ponte detto dell’Elice il fiuminale detto fiume, longhissima di sito è questa Pieue, mentre ancora essa dalle spiagge della distrutta Alleria, continua sino à monti detti dell’oro. Li suoi villaggi sono Vivario, Moracciola, Peri, Catti, Noceta, Rospigliani, et Antisanti, in vicinanza del quale in longa pianura è il procoio detta di SS.ri Scaglia Genovesi, gli altri luoghi sono Giucagio, Pancaraccia, Pietraserena, Piedicorte di grigio, Altiani, Fogiccia, Arbagiola, e Casanova…. ».

### La piève religieuse
Rogna relevait de l'autorité épiscopale d'Aléria. L'évêché comprenait 19 pievi :
« Il Vescovato di Alleria, che è il più di tutti pingue hà 2 000 scudi d’oro di entrata, e contiene 19 pievi : Giovellina, Campoloro, Verde, Opino, Serra, Bozio, Allessani, Orezza, Vallerustie, Tralcini, Venaco, Rogna, Corsa, Covasina, Castello ò sia Vivario, Niolio, Carbini, et Aregno in la Balagna. L’Ughelli però dice (Ital.Sacr.Tom.III) contenere la sua diocesi 60 parochie con 14 conventi di Frati, e fruttare alla Camera di Roma 300 Fiorini, et avere di redito 4000 scudi Romani ».
Sur le plan ecclésiastique, les villages de Vivario, Muracciole, Noceta et Rospigliani forment dès le XVIIIe siècle un vicariat à part entière, distinct des autres villages de la piève de Rogna situés sur la rive gauche du Tavignano. La division progressive de la piève de Rogna en deux sous-ensembles de part et d'autre du Tavignano, centrés sur Piedicorte-di-Gaggio et Vivario, est confirmée par le découpage ecclésiastique de 1793, recentrant le toponyme de Rogna sur les villages de la rive gauche du Tavignano.

#### L'église piévane
À l'origine, le centre de la piève devait se situer au lieu-dit Pieve au sud de l'actuelle commune de Focicchia, à 600 mètres au nord-ouest de l'ancienne chapelle San Giovanni bâtie près du Pont'à u large appelé communément Pont d'Altiani, pont génois à trois arches du XIVe siècle sur le Tavignano.
De l'église piévane de style roman, il ne subsiste que l'abside à l'intérieur voûté en « cul-de-four », accroché à un bâtiment qui avait été transformé en habitation. Abandonné, le site est accessible par une piste démarrant de l'ancienne chapelle San Giovanni en bordure de la RN 200.
Le vocable de cette ancienne église piévane s'est perdu.

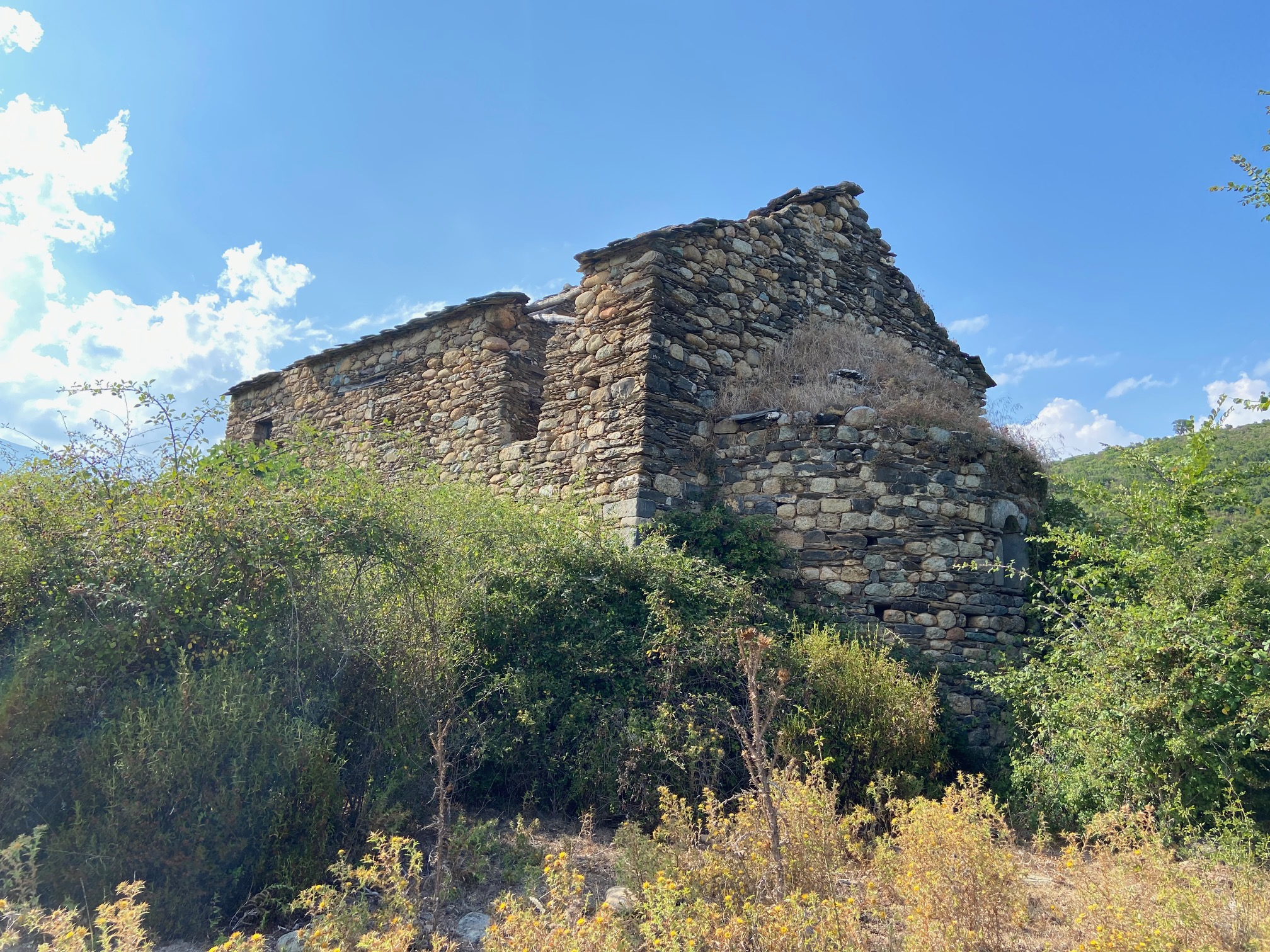
L'ancienne église piévane de la Rogna, au lieu-dit "A Pieve", commune de Fucichja

D'après Geneviève Moracchini-Mazel le titre de l'église piévane a été par la suite transféré à l'église San Ghjuvanni, située au pont d'Altiani, pour des raisons qui à ce jour nous sont inconnues.

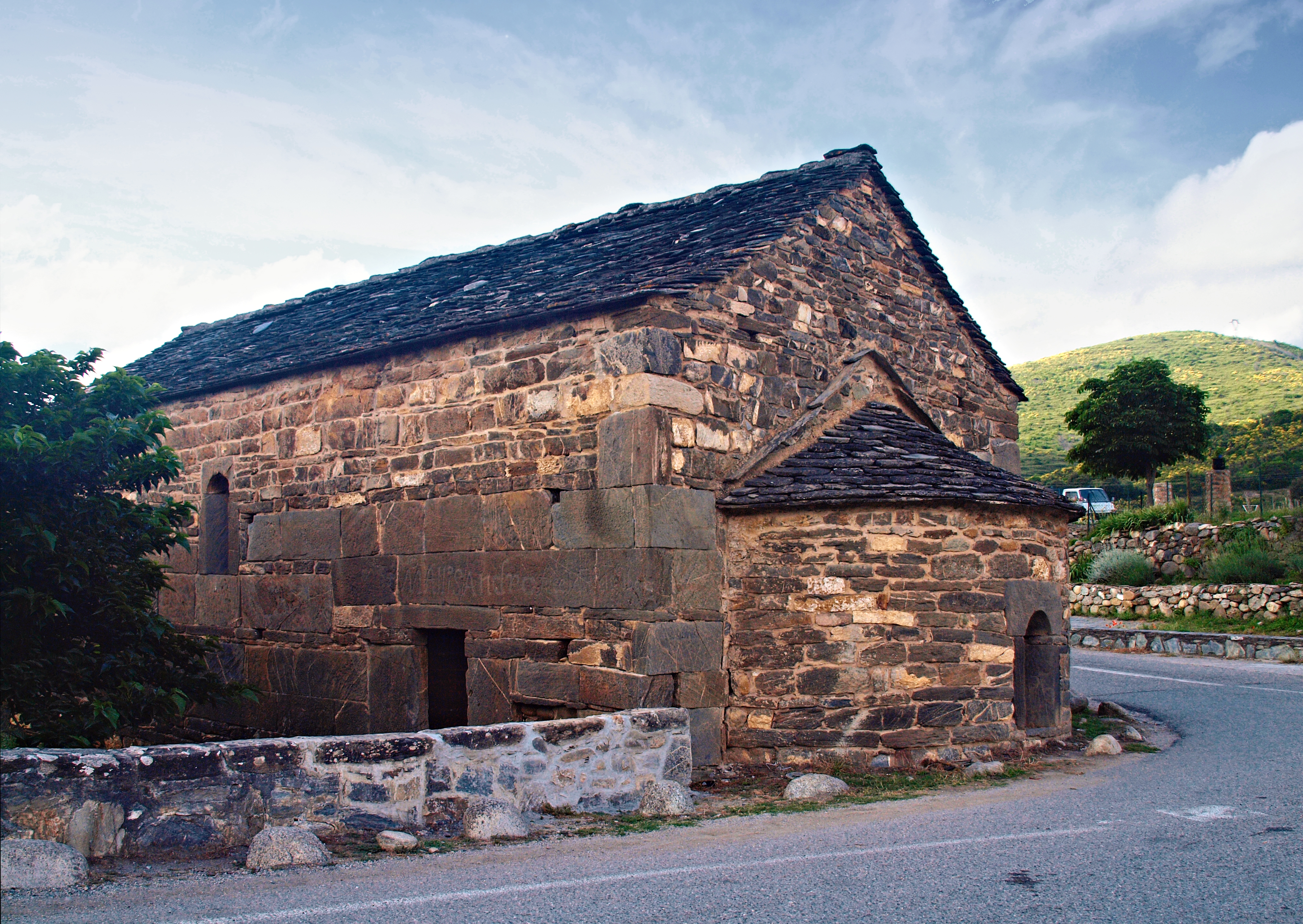
San Ghjuvanni, commune d'Altiani

### Territoire
Vers 1520, la piève de Rogna comptait environ 4 250 habitants et avait pour lieux habités :
- li Gati : Gatti-di-Vivario ;
- le Murachiole : Muracciole ;
- Arche : Arca, ancien hameau de Muracciole où se trouve la chapelle romane Santa-Maria-d'Arca du Xe siècle ;
- Nuceta : Noceta ;
- Rospegnani : Rospigliani;
- Antisanti : Antisanti ;
- Herbagiolo : Erbajolo ;
- la Valle di Sera ;
- la Fosigia : Focicchia ;
- la Lamella : Lamella, village ruiné près de Focicchia ;
- Altiani : Altiani ;
- lo Petragio ;
- lo Pè di la Corte : Piedicorte-di-Gaggio ;
- lo Lunello : Lonello, hameau ruiné de Piedicorte-di-Gaggio ;
- Porra ;
- lo Piano Buono ;
- la Petra Serena : Pietraserena ;
- la Pancarachia : Pancheraccia ;
- Giuncagio : Giuncaggio ;
- Carco : Carco, hameau ruiné de Giuncaggio.

Le 15 mai 1768, par le traité de Versailles, Gênes charge la France d’administrer et de pacifier la Corse. Passant sous administration militaire française, la piève de Rogna devient en 1790 le canton de Rogna, lui-même démembré en 1793 et réparti entre trois nouveaux cantons :
- canton de Sorba formé avec Antisanti, Noceta, Rospigliani et les communes du canton de Castello ;
- canton de Tavignano formé avec Altiani, Erbajolo, Focicchia, Giuncaggio, Pancheraccia, Piedicorte et Pietraserena ;
- canton de Vecchio formé avec Gatti-di-Vivario, Muracciole, et les communes du canton de Venaco.